# Trado

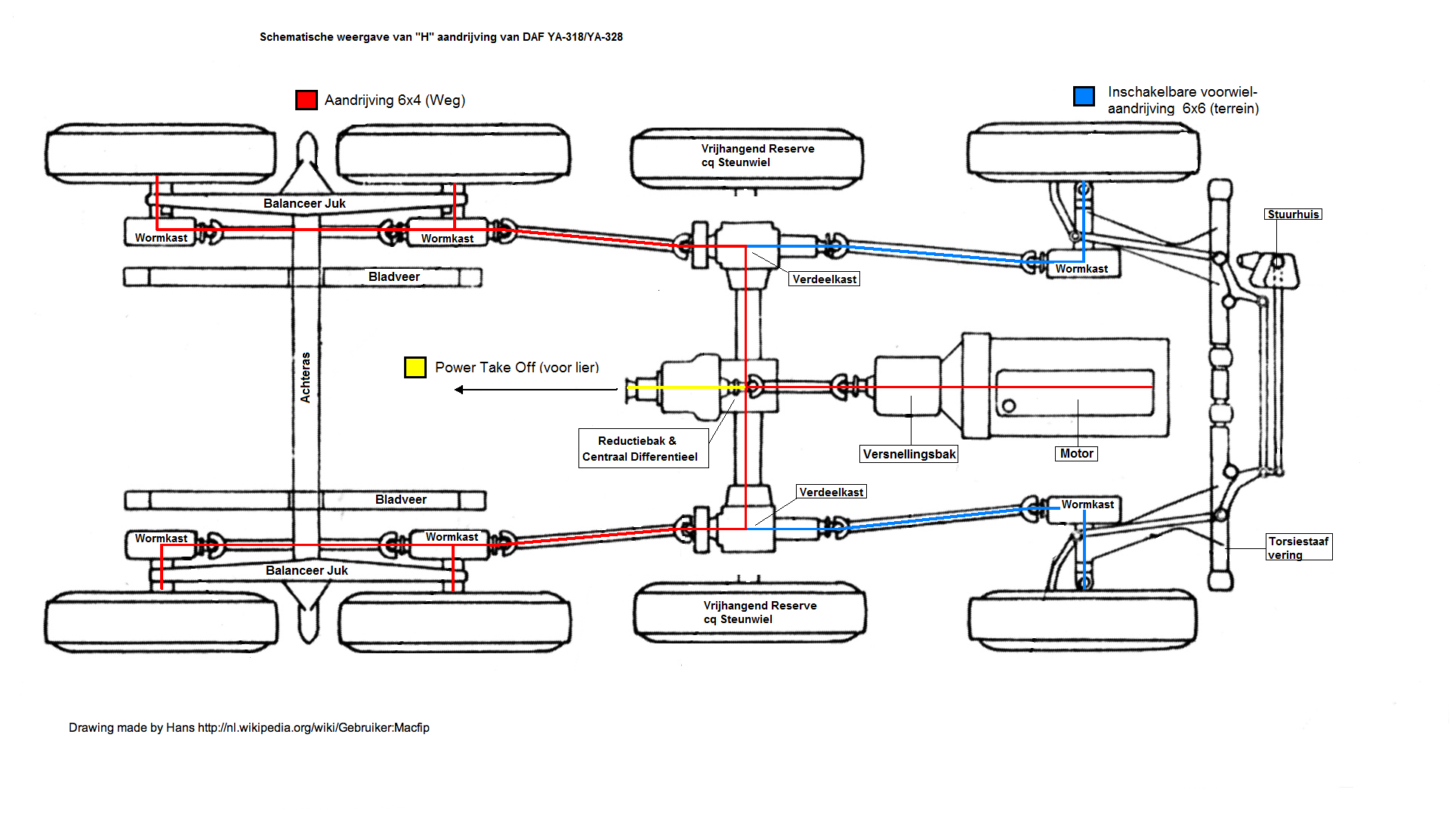
DAF YA-328 met H-aandrijving

De Trado was een modificatieset om de terreinwaardigheid van militaire voertuigen te verbeteren.

## Geschiedenis
De modificatie werd in 1934 ontwikkeld door ir. Van Doorne (DAF) en ir. Van der Trappen (KL). In 1935 werd op de uitvinding octrooi verleend op naam van bovengenoemden. De naam Trado is een samenvoeging van de namen Van der Trappen en Van Doorne.
Aan het eind van het interbellum met de opkomende Duitse militaire dreiging, diende zich opeens de noodzaak aan om het verwaarloosde Nederlandse leger te moderniseren en met name te mechaniseren. Er werd nog veel gewerkt met paardentractie voor het verplaatsen van de artillerie en er was een ernstig tekort aan gemechaniseerde artillerietrekkers die in - vaak onverhard en zwaar - terrein in staat moesten zijn de kanonnen te verplaatsen. Budget en tijd lieten niet toe om deze in groten getale aan te kopen in het buitenland en Nederland had zelf hoegenaamd geen eigen (vracht)autofabrikanten.
De beide ingenieurs Van der Trappen en Van Doorne ontwikkelden in korte tijd een ingenieuze modificatieset, waarmee bestaande (tweedehands) vrachtauto's relatief goedkoop konden worden omgebouwd. In opdracht van het Nederlandse leger zijn er in de DAF-fabriek te Eindhoven honderden Fords en Chevrolets omgebouwd.
Van 10 februari tot 4 maart 1936 was Jan Koppens, medewerker van de DAF-fabrieken initieel samen met Hub van Doorne in Roemenië om voor de verzamelde autoriteiten een aantal beproevingen en tests te doen op de ondoordringbare modderpaden van Bessarabië. Ondanks technische problemen slaagt Koppens erin een goede indruk achter te laten. Hij staat er daarin helemaal alleen voor met wat steun van lokale mecaniciens terwijl zijn tegenstander Tatra met een heel team van mensen en vijf auto's duidelijk minder scoort. In 1988 is in Deurne door medewerkers van het DAF-museum het verhaal opgetekend op basis van Jans dagboek van de reis.

## Techniek

### Aandrijving
In het bestaande chassis werd, gekoppeld aan de bestaande versnellingsbak, een zogenaamde verdeelbak/reductiebak geplaatst, vanwaaruit de voorwielen konden worden aangedreven. De normale, aangedreven achterwielen werden vervangen door een zogenaamde balanceur. Hieraan waren per zijde twee of vier wielen bevestigd. Zodoende ontstond een volledig aangedreven tandemstel. Daarmee kon een voertuig met 4x2-configuratie omgebouwd worden naar 6x4 of 6x6. In de verdeelbak/reductiebak werd een extra vertraging gecreëerd, zodat de trekkracht van het voertuig toenam, al ging dat ten koste van de snelheid. Om de terreinvaardigheid te verhogen werden sommige omgebouwde auto's niet voorzien van een voorbumper, maar van een extra steunrol met niet-aangedreven wielen.
Het Trado-systeem werd toegepast in de door DAF ontwikkelde M39 pantserwagen.

### Lier
De verdeel/reductiebak was ook voorzien van een krachtafnemer waarmee een lier werd aangedreven. Bijzonder hieraan was, dat deze verbonden was met de trekhaak.
Voordelen van deze constructie waren:
- wanneer de trekker - met aangehaakt kanon - vast dreigde te lopen in (zwaar) terrein, kon de chauffeur vanuit de cabine de trekhaak van de trekker ontkoppelen. De trekker reed alleen verder en lierkabel mét de trekhaak liep dan af zodat de last bleef staan. Eenmaal op vaste grond kon men dan met behulp van de lier het kanon weer naar de trekker slepen. De trekhaak koppelde dan weer automatisch aan de trekker waarop weer samen verder kon worden gereden of, indien noodzakelijk, men de procedure kon herhalen;
- omdat het mogelijk was voor de trekhaak om het koppeloog als het ware van de grond te 'op te pikken', was het voor één persoon ook mogelijk om het geschut aan de trekker te koppelen;
- het geschut was snel uit stelling te halen omdat de trekker niet voor het geschut gemanoeuvreerd hoefde te worden. Het was mogelijk het stuk naar de trekker te slepen.

## Variant
Deze constructie is deels terug te vinden in de voertuigen die DAF na de oorlog voor de Koninklijke Landmacht ontwikkelde, met name in de DAF YA-328 ('dikke DAF'). Er is wel een belangrijk verschil. De DAF YA-328 heeft een afwijkende achterasconstructie. Bij de Trado loopt de aandrijving van midden uit naar het achteraslichaam. Bij de YA-328 loopt de aandrijving vanuit een centraal differentieel naar buiten, en dus niet naar achteren, en dan naar voren voor de aandrijving van de voorwielen en naar achteren voor de aandrijving van beide achterwielen. DAF noemt dit de H-aandrijving.